# Мораз, Патрик
Патри́к Фили́пп Мора́з (фр. Patrick Philippe Moraz; 24 июня 1948 года в Вилларс-Сте-Круа, Морж, Швейцария) — швейцарский клавишник и композитор. Наиболее известен как участник британских прог-рок-групп Yes и The Moody Blues. 
Учился в консерватории Лозанны, играл джаз, позже начал играть прогрессивный рок. В 1974 году он сформировал группу Refugee и записал один альбом, прежде чем присоединился к Yes позже в том же году. Мораз был участником Yes до 1976 года и участником The Moody Blues с 1978 по 1991 год. С тех пор он работал над различными сольными проектами.

## Дискография

###### Сольные альбомы
- 1976 — The Story of I
- 1977 — Out in the Sun
- 1978 — Patrick Moraz
- 1979 — Future Memories Live on TV
- 1979 — Metamorphoses
- 1983 — Music for Piano and Drums (c Биллом Бруфордом)
- 1980 — Coexistence
- 1984 — Time Code
- 1984 — Future Memories II
- 1985 — Future Memories I & II
- 1985 — Flags (c Биллом Бруфордом)
- 1987 — Human Interface
- 1994 — Windows of Time
- 1995 — PM in Princeton
- 2003 — ESP
- 2006 — Resonance
- 2008 — Change of Space
- 2012 — Live at Abbey Road
- 2012 — Music for Piano and Drums Live in Maryland

###### Yes
- 1974 — Relayer

###### The Moody Blues
- 1981 — Long Distance Voyager
- 1983 — The Present
- 1986 — The Other Side of Life
- 1988 — Sur La Mer
- 1991 — Keys of the Kingdom

###### Refugee
- 1974 — Refugee